# Willa Wagner II

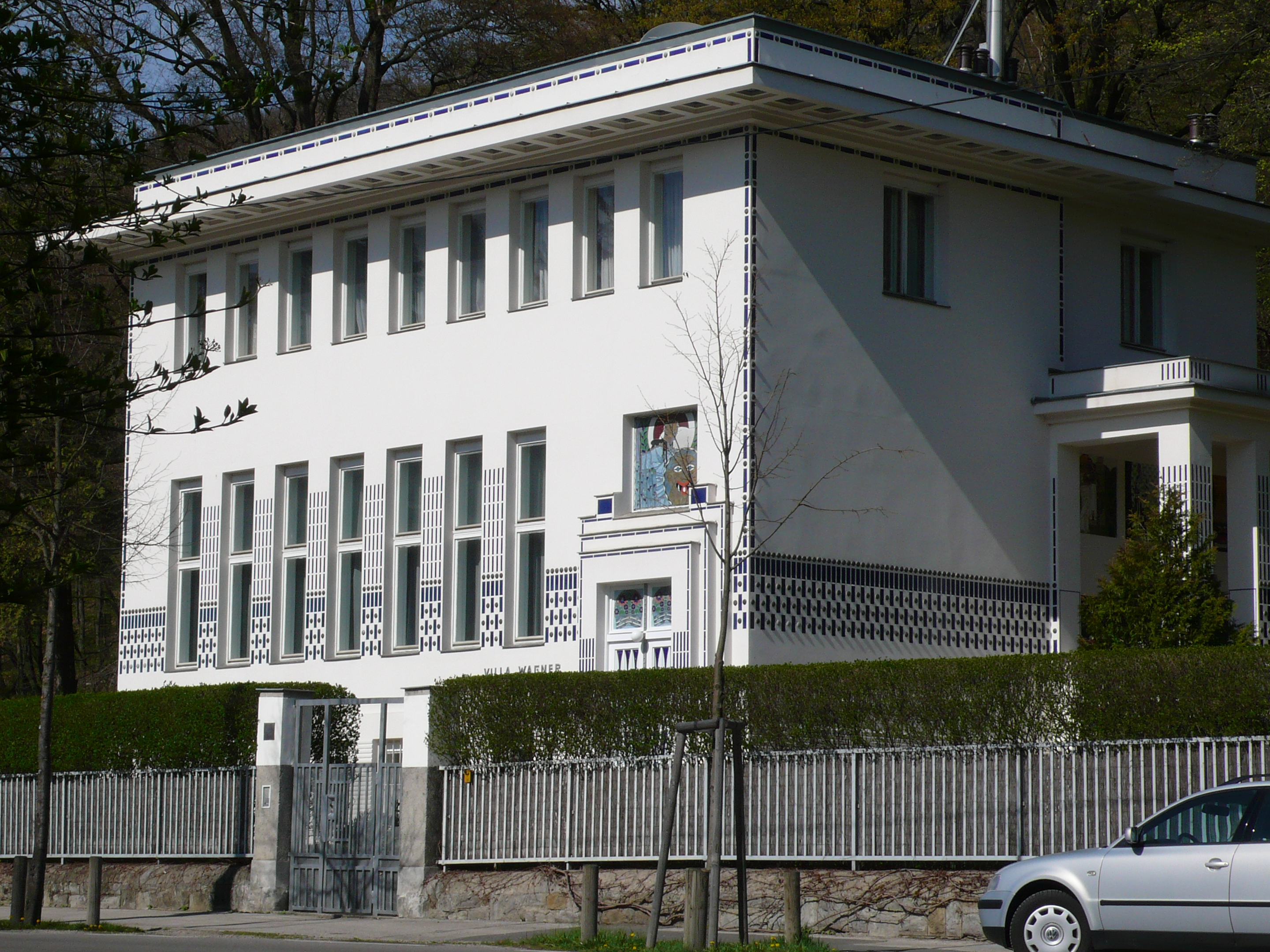
Willa Wagner II - widok ogólny

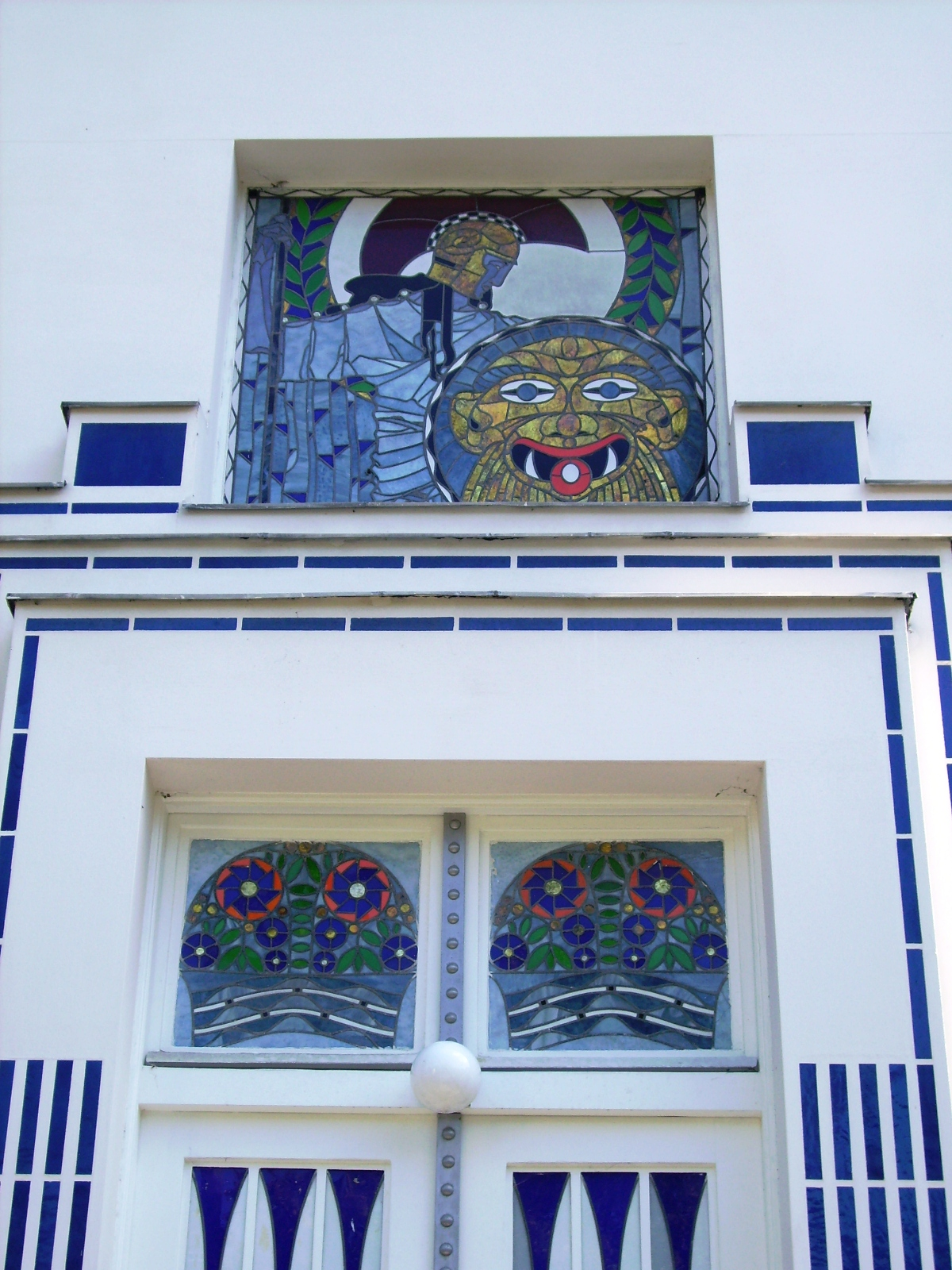
Willa Wagner II - mozaiki nad wejściem

Willa Wagner II (inaczej: Otto-Wagner-Villa II) – willa mieszkalna wybudowana w l. 1912-1913 według projektu Otto Wagnera w Hütteldorf, przy Hüttelbergstraße,

## Historia
Po tym, jak Otto Wagner sprzedał swoją pierwszą willę (Willa Wagner I) w Hütteldorf przedsiębiorcy wodewilowemu Benowi Tieberowi w 1911 roku, zlecił budowę mniejszej żelbetowej willi na sąsiedniej posesji w 1912 roku. Jej wstępne projekty, prawie nie zmienione, pochodzą z 1905 roku. Budynek, został ostatecznie ukończony w 1913 roku i przeznaczony był dla jego prawie 20 lat młodszej od niego drugiej żony Louise z domu Stiffel (1855–1915) i jej dzieci. Luiza jednak zmarła w 1915 i willa uważana za ostatnią rezydencję architekta została przez Wagnera sprzedana. Sam Wagner umarł w kwietniu 1918 w swoim mieszkaniu w Wiedniu przy Döblergasse. Obecnie budynek jest w rękach prywatnych i nie jest udostępniony dla zwiedzających.

## Budynek willi
W przeciwieństwie do jego pierwszej willi wybudowanej zgodnie z zasadami historyzmu, druga willa należy do drugiego etapu jego twórczości związanej z modernizmem i secesją. Jest to późnosecesyjny budynek o konstrukcji żelbetonowej, posiadający kubiczne elementy i asymetryczną elewację. Od strony ulicy znajduje się gęsty układ wąskich i wysokich okien. Mozaika szklana nad portalem wejściowym, przedstawiająca scenę z mitologii greckiej, została zaprojektowana przez Kolomana Mosera i wykonana przez Wiedeńską Pracownię Mozaiki Leopolda Forstnera. Kolejnymi elementami wystroju są niebieskie zdobienia elewacji oraz płaski dach z wysuniętym gzymsem. Podstawowym elementem dekoracyjnym elewacji są wstęgi niebieskich szklanych płytek w geometryczne wzory. Ozdoby te mają służyć jedynie do podkreślenia konstrukcji, oraz użytych nowoczesnych materiałów, takich jak stalowo-betonowa podmurówka i nity aluminiowe - podobnie jak w budowanym równolegle budynku austriackiej Pocztowej Kasy Oszczędności w Wiedniu.
Na parterze znajdowały się pokoje dla służby, kuchnia oraz duży salon wraz z jadalnią. Na piętrze zlokalizowano sypialnie. Wyposażenie zaprojektował i wykonał jeden z uczniów Wagnera: Marcel Kammerer. Część pierwotnego wyposażenia modernistycznego willi znajduje się obecnie w zbiorach Muzeum Sztuki Stosowanej w Wiedniu.

## Literatura
- Dehio-Handbuch Wien. X. bis XIX. und XXI. bis XXIII. Bezirk. Verlag Anton Schroll, Wien 1996.
- Vielfalt der Moderne. Architektur und Kunst 1900-1935 - Wien: Villa Wagner II